# Dysidea etheria
Dysidea etheria är en svampdjursart som beskrevs av de Laubenfels 1936. Dysidea etheria ingår i släktet Dysidea och familjen Dysideidae. Inga underarter finns listade i Catalogue of Life.